# Templo Budista de Foz do Iguaçu

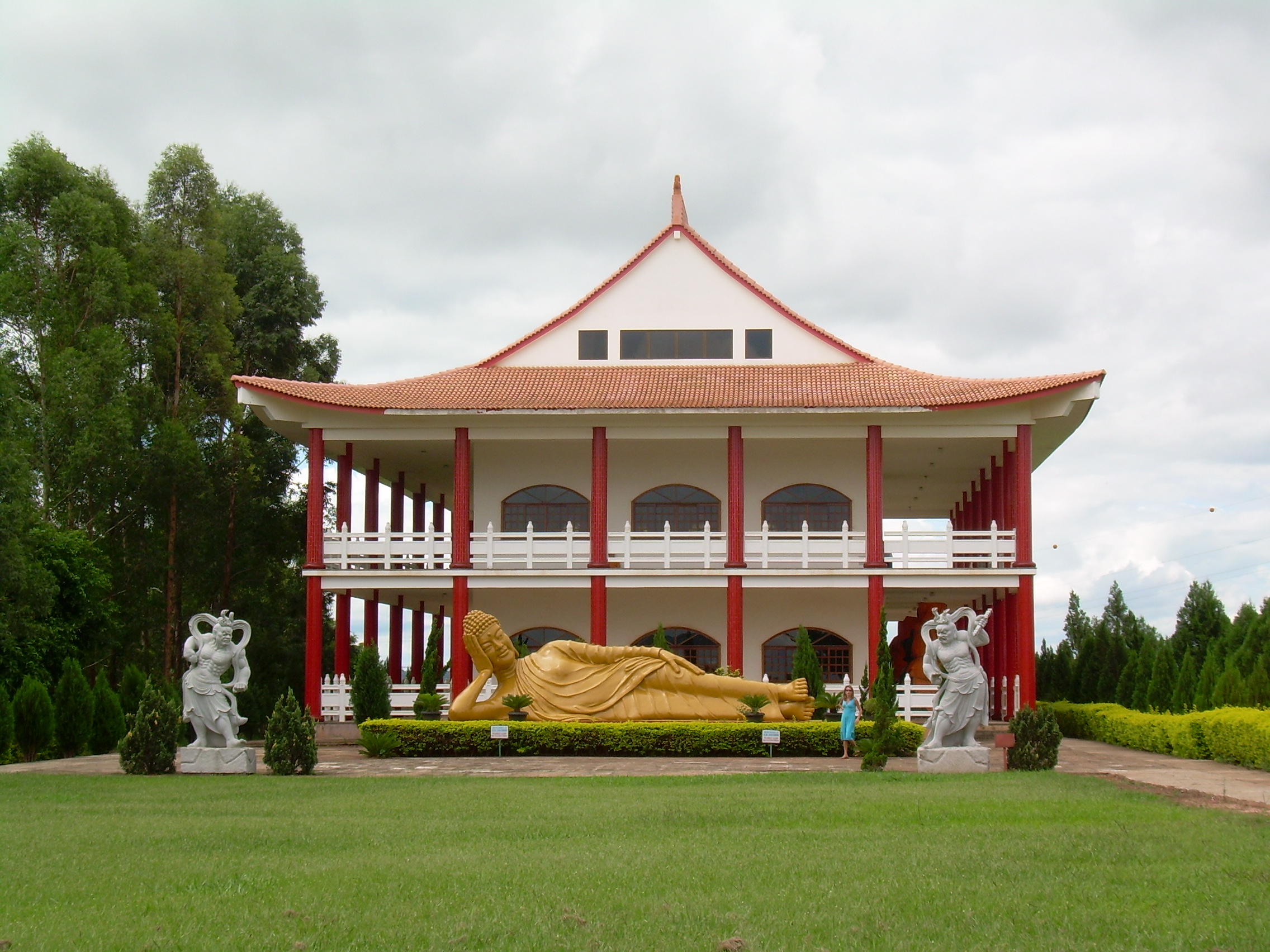
Templo Budista

O Templo Budista Chen Tien, em Foz do Iguaçu foi construído em 1996 por comunidades chinesas da tríplice fronteira entre Brasil, Paraguai e Argentina e deixa muitos visitantes impressionados com sua beleza.   

## Estrutura

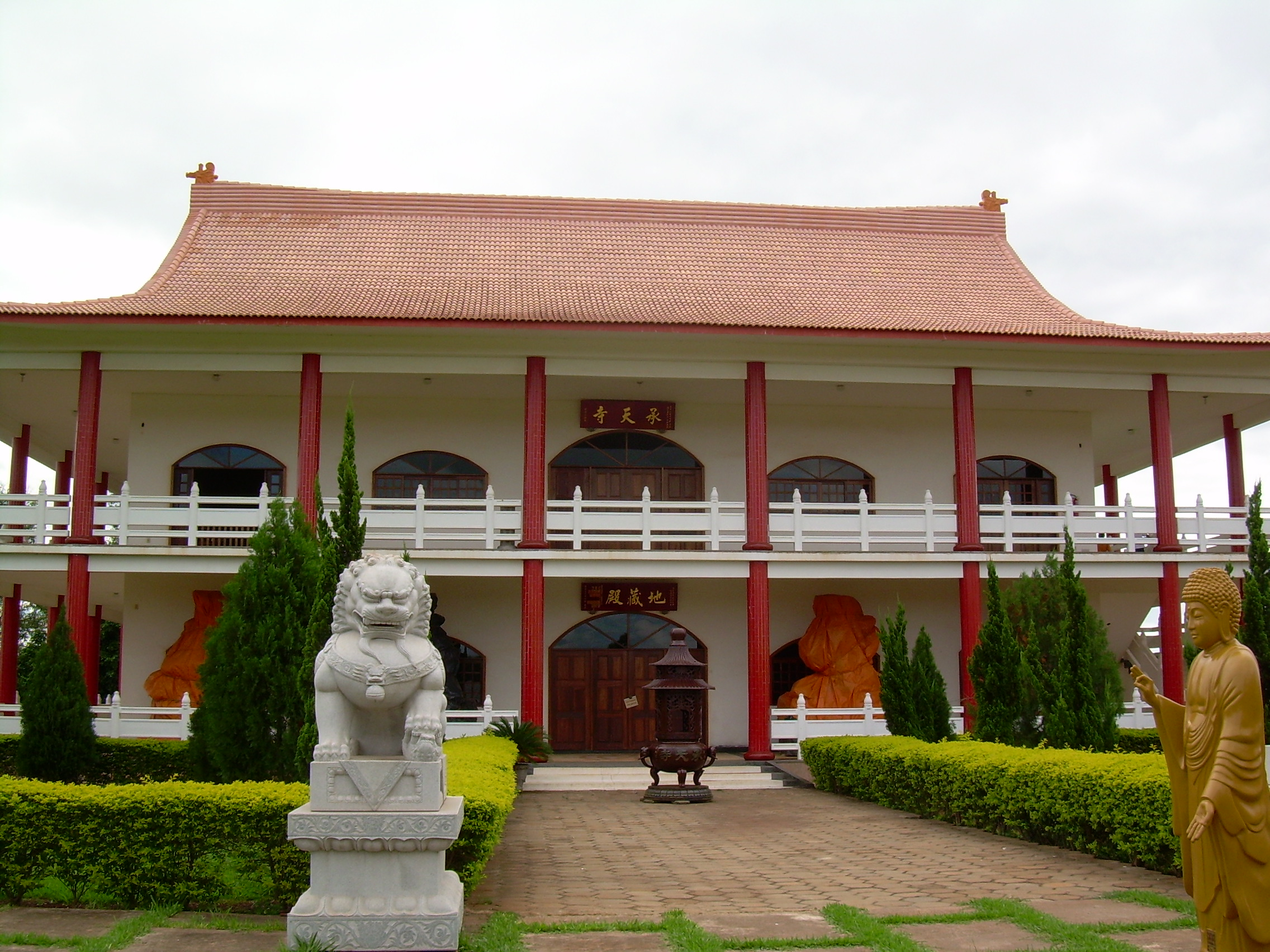
Vista lateral Templo Budista

O Templo possui 3 estátuas de Buda: uma réplica de concreto do famoso Buda sentado Mi La Pu-San, de 7 metros de altura,  a estátua do Buda Shakyamuni deitado, simbolizando o alcance do Parinirvana, e a estátua em bronze do Buda Amitaba, o mais alto na hierarquia de iluminação representado no templo.
Além do Buda, há em média 120 estátuas representando cada reencarnação de Buda na terra e um templo principal com mais de dois mil metros quadrados e dois andares, onde se localiza a Casa do Mestre.

## Localização
O Templo Budista de Foz do Iguaçu está localizado na esquina das ruas Dr. Josivalter Vilanova e Antonio Cezar Cabral. As visitas só podem ser realizadas de terça a domingo, no horário de 9:30h às 16:30h. A entrada é franca e há estacionamento para os visitantes, também gratuito. 